# Михайло Казимир Пац
Михайло Казимир Пац гербу Ґоздава (пол. Michał Kazimierz Pac; ~ 1624 — 4 квітня 1682, Вака поблизу Вільнюса) — полководець, польний гетьман литовський у 1663–1667 і великий гетьман литовський у 1667—1682 роках, віленський каштелян з 1667, воєвода смоленський і віленський. Двоюрідний брат Христофора Паца.

## Біографія

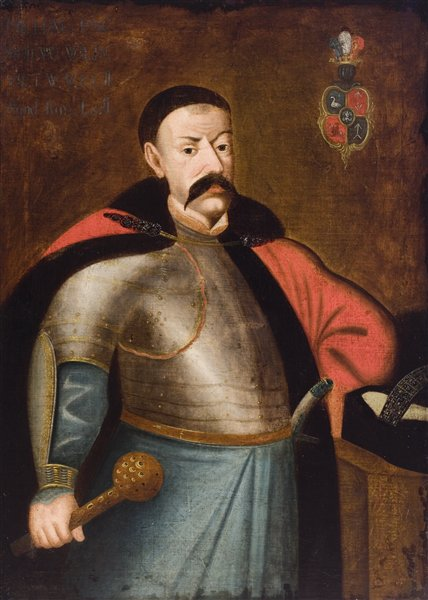

Був сином Петра Паца (сьомим) та його другої дружини Єлизавети з Шеметів.
З молодості присвятив себе військовій службі, 1649 року відзначився в битві проти повстанців Б. Хмельницького. 1652 року мав поєдинок проти яворівського старости Яна Собеського через панну Орховську — доньку Павла, гувернера Собеських — якого важко поранив. 1655 року перебував в оточенні короля Яна II. З травня по кінець жовтня 1659 року обіймав уряд чашника великого литовського. Під час осіннього сейму 1666 року виграв суперечку проти Радзивилів за посаду великого гетьмана литовського, привілей отримав у січні 1667 року. Після смерті 10 травня 1667 року Людвіки Марії розійшлася чутка, ніби він «заморив» її, розмовляючи занадто різко щодо планів вибору короля; чутку в листі до дружини повторив Ян Собеський.
Ставши віленським воєводою, здобув великий політичний вплив у Речі Посполитій. Ввів до статуту війська правила військової дисципліни і правила військових судів.
Після зречення від трону Яна II Казимира у 1668 році спочатку підтримав профранцузьку партію, потім приєднався до прихильників Міхала Корибута Вишневецького. 6 вересня 1670 року в таборі під Теребовлею коронне військо підтримувало незадоволених, військо ВКЛ пішло за своїм гетьманом та підтримало короля. Під час безкоролів'я 1673—1674 років планував посадити на трон Речі Посполитої царевича Московії Фьодора, для цього провадив перемовини з московським резидентом в Польщі В. Тяпкіним.
Противник Яна Собеського, після переможної Хотинської битви (1673) відмовився брати участь у подальшій війні з турками. Рік по тому, коли Ян Собеський узяв Бар, також відмовився підтримати його в бойових діях і з підпорядкованими собі корогвами відступив до Литви.
Весною 1676 порозумівся з послом Австрії, погодився використовувати військо ВКЛ для її вигоди, за що очікував 100 000 злотих польських. Був противником укладеного 11 червня 1675 року в місті Яворові «трактату» між Річчю Посполитою та Францією. В середині вересня 1676 року привів до Львова 4000 вояків замість 10000 очікуваних. В битвах з татарами, козаками під Журавним успішно командував лівим крилом. За ці дії королева пропонувала йому одружитись з своєю сестрою Марі Анною д'Аркен, що підтримав Христофор Пац.
Засновник костелу святих Петра і Павла на Антоколі у Вільні разом з братом — жмудським латинським єпископом Казимиром. Його прах похований під входом до костелу.
1682 року, майже на смертному одрі, за намовою єзуїтів дозволив зняти хрест зі збору євангелістів на передмісті Вільнюса, що призвело до його руйнації, також нападу на доми протестантів. Помер несподівано в маєтності Вака поблизу Вільнюса 4 квітня 1682 року. Незважаючи на можливості, не був одруженим. Основну частину заповіту написали 4 липня 1675 року.

## Вшанування
Ім'ям Паца названа вулиця у Вільнюсі, що починається поруч з костелом.